# Aleksandra Cotti
Aleksandra Cotti (* 13. Dezember 1988 in San Giovanni in Persiceto) ist eine ehemalige italienische Wasserballspielerin. Sie war Olympiazweite 2016, Europameisterin 2012 und Europameisterschaftsdritte 2016.

## Sportliche Karriere
Aleksandra Cotti gehörte ab 2010 mit Unterbrechungen zur italienischen Nationalmannschaft. 2011 bei der Weltmeisterschaft in Shanghai verloren die Italienerinnen im Halbfinale mit 11:14 gegen die Griechinnen. Im Spiel um den dritten Platz unterlagen sie den Russinnen mit 7:8. Anfang 2012 bei der Europameisterschaft 2012 in Eindhoven belegten die Italienerinnen in der Vorrunde den zweiten Platz hinter den Griechinnen. Im Viertelfinale besiegten sie die Niederländerinnen nach Penaltyschießen. Nach einem 13:12-Halbfinalsieg über die Russinnen trafen die Italienerinnen im Finale wieder auf die Griechinnen und gewannen mit 13:10. Bei den Olympischen Spielen 2012 in London unterlagen die Italienerinnen im Viertelfinale der Mannschaft aus den Vereinigten Staaten und belegten am Ende den siebten Platz. Cotti warf ihr einziges Tor im Viertelfinale.
2013 unterlagen die Italienerinnen bei der Weltmeisterschaft in Barcelona im Achtelfinale der griechischen Mannschaft nach Penaltyschießen. Cotti, die bis dahin drei Turniertore beigesteuert hatte, war am Penaltyschießen nicht beteiligt. Im Jahr darauf bei der Europameisterschaft 2014 in Budapest verloren die Italienerinnen im Halbfinale gegen die Niederländerinnen nach Penaltyschießen. Im Spiel um den dritten Platz unterlagen die Italienerinnen den Ungarinnen mit 9:10. Cotti erzielte insgesamt drei Treffer. Anfang 2016 fand in Belgrad die Europameisterschaft statt. Die Italienerinnen unterlagen im Halbfinale den Ungarinnen, gewannen aber das Spiel um den dritten Platz mit 10:9 gegen die Spanierinnen. Bei den Olympischen Spielen 2016 in Rio de Janeiro gewannen die Italienerinnen ihre Vorrundengruppe, wobei Cotti eins der 27 Tore warf. Beim Viertelfinalsieg gegen die Chinesinnen und im Halbfinale beim 12:9 gegen die Russinnen warf Cotti kein Tor. Im Finale siegte das Team aus den Vereinigten Staaten mit 12:5. 2017 bei der Weltmeisterschaft in Budapest unterlagen die Italienerinnen im Viertelfinale den Russinnen und belegten letztlich den sechsten Platz.
Im Verein spielte Cotti bis 2010 bei Fiorentina Waterpolo. 2011/12 war sie bei Pro Recco und 2010/11 sowie von 2012 bis 2017 bei Rapallo Pallanuoto. Mit jedem dieser drei Vereine gewann sie einen italienischen Meistertitel.